# Spiochaetopterus solitarius
Spiochaetopterus solitarius is een borstelworm uit de familie Chaetopteridae. Het lichaam van de worm bestaat uit een kop, een cilindrisch, gesegmenteerd lichaam en een staartstukje. De kop bestaat uit een prostomium (gedeelte voor de mondopening) en een peristomium (gedeelte rond de mond) en draagt gepaarde aanhangsels (palpen, antennen en cirri).
Spiochaetopterus solitarius werd in 1917 voor het eerst, als Phyllochaetopterus solitarius, wetenschappelijk beschreven door Rioja.